# Roma pastorat
Roma pastorat var ett pastorat i Medeltredingens kontrakt i Visby stift i Svenska kyrkan. Pastoratet uppgick 2016 i Romaklosters pastorat.
Pastoratskoden var 120204.
Pastoratet omfattade följande församlingar:
- Roma församling
- Björke församling
- Follingbo församling
- Akebäcks församling
- Barlingbo församling
- Endre församling
- Hejdeby församling